# Carbona cognata
Carbona cognata är en fjärilsart som beskrevs av William Schaus 1911. Carbona cognata ingår i släktet Carbona och familjen nattflyn. Inga underarter finns listade i Catalogue of Life.